# العلاقات التركية التونسية

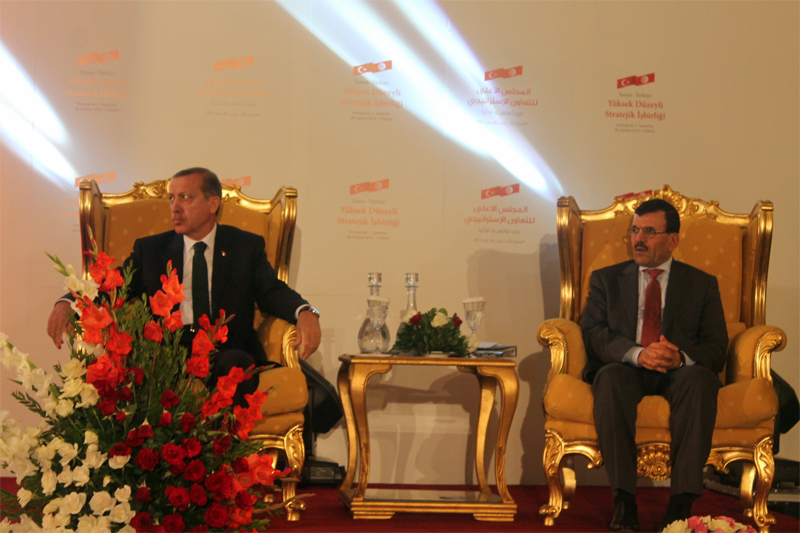
رجب طيب أردوغان وعلي لعريض.

العلاقات التونسية التركية جيدة، ولدى تونس سفارة في أنقرة، وقنصلية في إسطنبول، ولتركيا سفارة في تونس العاصمة. وكلا البلدين أعضاء في الاتحاد من أجل المتوسط ومنظمة التعاون الإسلامي.
لدى البلدين روابط عرقية وثقافية قوية منذ بدء الوجود العثماني في تونس في أوائل القرن السادس عشر.

## روابط خارجية
- سفارات تونس في تركيا
- وزارة الخارجية التركية حول العلاقات مع تونس